# Здание Наркомата обороны
Здание Наркомата обороны (также: Административное здание Наркомата обороны)  — здание в Москве, внутри Садового и Бульварного колец, по адресу Гоголевский бульвар, дом 18 / Колымажный переулок, дом 14, построенное в 1934—1938 годах как административное здание Наркомата обороны.

## История
Административное здание Наркомата обороны построено в 1934—1938 годах по проекту архитектора Л. В. Руднева для народного комиссариата военных и морских дел («Наркомвоенмора»).
Большая часть планировавшегося комплекса не была реализована. Башня построенного здания стала одной из архитектурных доминант Колымажного переулка (на момент строительства — Антипьевский переулок). Ныне в здании размещается Центральная телерадиостудия Министерства обороны РФ. Здание имеет статус памятника архитектуры регионального значения.

## Архитектура
Архитектурный стиль здания — ар-деко.
Административное здание Наркомата обороны главным фасадом выходит в узкий переулок, — от этого оно выглядит ещё более массивным. Композиционно оно состоит из нескольких объёмов, образующих довольно сложную структуру.
Главный вход вынесен вперёд портиком, колонны которого несут тяжёлый куб (внутри него расположен актовый зал) с рельефным изображением танков - возможно, Т-18 или Т-35. Два нижних этажа облицованы тёмно-серым камнем с бриллиантовым рустом, третий декорирован спаренными колоннами без капителей. Привлекает внимание сложный объём оконных проёмов, слегка утопленных в фасад. Крыша здания украшена зубцами-обелисками.
Четырёхугольная башня, наиболее примечательная часть здания, украшена со всех четырёх сторон рельефными пятиконечными звёздами. Также, несколько мельче, в качестве элементов декора представлены изображения самолётов и советской символики (серп и молот на фоне колосьев); на её вершине (так же, как и на крыше основного объёма) установлены декоративные обелиски.
Башня возвышается над основным объёмом на несколько этажей; изначально она была запланирована как часть ансамбля площади Дворца Советов: перекликаясь с башнями Кремля, она должна была читаться как одна из вертикальных осей площади. Но, поскольку Дворец Советов построен так и не был, — башня стала самодостаточной доминантой окрестностей.

## Интересные факты
- Здание в Колымажном переулке являет собой лишь 1/7 часть запроектированного в 1930-е годы огромного комплекса Наркомата обороны, который главным фасадом должен был выходить на Арбатскую площадь и иметь длинные крылья со стороны улицы Фрунзе (ныне улица Знаменка) и Гоголевского бульвара.
- Во время проектирования заказчиком являлся Народный комиссариат по военным и морским делам (Наркомвоенмор), к моменту строительства он был преобразован в Народный комиссариат обороны.